# 張雲 (弘治進士)
張雲（1467年—1544年），字季升，號申臺，河南信陽衛人，官籍，明朝政治人物。

## 生平
弘治八年（1495年）乙卯科河南鄉試第七十名舉人。弘治十五年（1502年）中式壬戌科會試第一百九十八名，三甲第三十六名進士。授山西襄陵县知县，正德二年（1507年）三月选授礼科给事中，四年四月升工科右，五月升本科左。復除刑科左，十年五月升刑科都，十四年復除吏科都，十五年六月升太常寺少卿提督四夷馆，嘉靖三年（1524年）五月升南京光禄寺卿，五年三月升都察院右副都御史、巡抚辽东，七年七月以病乞归。八年八月起升户部右侍郎，督理西苑农事，晋左侍郎，十五年十月升户部尚書，参与部事，十一月改总督仓场兼管西苑农事，闰十二月因举荐原户部郎中魏珽不当，被御史王应弹劾，张云上章引罪，且自陈衰病不任仓场职，乞骸骨，世宗免其提督仓场职务，仍旧专摄西苑农事。十六年六月因殿庭被灾被疏論，上疏自陈乞罢，遂被准许致仕，令馳驿归乡。二十三年四月卒，贈太子少保。

## 家族
曾祖張得春，千戶；祖父張翔，千戶；父張和，母李氏。具庆下。兄张震。